# Fourstones
Fourstones è un villaggio del Northumberland, in Inghilterra. Si trova sulla riva settentrionale del fiume Tyne, a circa 6 chilometri a ovest di Hexham. Fourstones, come anche Newbrough, si trovava sulla strada romana Stanegate, che, costruita nel 71 dopo Cristo, andava da est a ovest e in origine formava il confine settentrionale prima della costruzione del Vallo di Adriano.